# Seinäjoki Crocodiles 2024
Questa voce raccoglie le informazioni riguardanti i Seinäjoki Crocodiles nelle competizioni ufficiali della stagione 2024.

## Maschile

### Vaahteraliiga 2024

#### Stagione regolare
| Seinäjoki 17 maggio 2024, ore 17:30 1ª giornata | Seinäjoki Crocodiles | 34 – 16 (0-0 20-10 14-0 0-6) referto | Porvoon Butchers | Wirokit Stadion |

| Seinäjoki 23 maggio 2024, ore 18:30 2ª giornata | Seinäjoki Crocodiles | 32 – 14 (6-7 0-7 14-0 12-0) referto | Wasa Royals | Wirokit Stadion |

| Seinäjoki 31 maggio 2024, ore 17:30 3ª giornata | Seinäjoki Crocodiles | 37 – 14 (0-0 14-7 14-7 9-0) referto | Helsinki Wolverines | Wirokit Stadion |

| Lohja 7 giugno 2024, ore 18:30 4ª giornata | Lohja Crusaders | 41 – 63 (7-21 12-7 6-14 16-21) referto | Seinäjoki Crocodiles | Harjun kenttä |

| Kuopio 15 giugno 2024, ore 16:30 5ª giornata | Kuopio Steelers | 27 – 10 (7-3 6-0 7-7 7-0) referto | Seinäjoki Crocodiles | Väinölänniemen stadion |

| Seinäjoki 5 luglio 2024, ore 18:30 7ª giornata | Seinäjoki Crocodiles | 19 – 27 (6-7 6-7 0-7 7-6) referto | Helsinki Roosters | Wirokit Stadion |

| Seinäjoki 13 luglio 2024, ore 16:30 8ª giornata | Seinäjoki Crocodiles | 63 – 8 (21-0 7-8 35-0 0-0) referto | Lohja Crusaders | Wirokit Stadion |

| Seinäjoki 20 luglio 2024, ore 16:30 9ª giornata | Seinäjoki Crocodiles | 31 – 28 (d.t.s.) (7-7 0-13 7-8 14-0 3-0) referto | Kuopio Steelers | Wirokit Stadion |

| Helsinki 3 agosto 2024, ore 16:30 11ª giornata | Helsinki Roosters | 42 – 35 (7-7 7-10 7-3 21-15) referto | Seinäjoki Crocodiles | Velodromo di Helsinki |

| Helsinki 9 agosto 2024, ore 18:30 12ª giornata | Helsinki Wolverines | 10 – 46 (0-6 0-6 10-14 0-20) referto | Seinäjoki Crocodiles | Velodromo di Helsinki |

| Vaasa 16 agosto 2024, ore 18:00 13ª giornata | Wasa Royals | 20 – 49 (0-14 7-14 7-21 6-0) referto | Seinäjoki Crocodiles | Kaarlen kenttä |

| Porvoo 24 agosto 2024, ore 16:30 14ª giornata | Porvoon Butchers | 17 – 14 (3-7 3-0 0-7 11-0) referto | Seinäjoki Crocodiles | Porvoon Keskuskenttä |

#### Playoff
| Kuopio 31 agosto 2024, ore 18:00 Semifinale | Kuopio Steelers | 14 – 35 (14-14 0-7 0-14 0-0) referto | Seinäjoki Crocodiles | Väinölänniemen stadion |

| Helsinki 8 settembre 2024, ore 15:00 Vaahteramalja | Helsinki Roosters | 49 – 14 (14-7 14-0 14-7 7-0) referto | Seinäjoki Crocodiles | Bolt Arena |
| Jauhiainen 9':47" Q1 ( TD ) 42yd pass from Urjansson Ruohonen Q1 ( pat ) Greenfield 1':05" Q1 ( TD ) 41yd run Ruohonen Q1 ( pat ) Rautiainen 9':54" Q2 ( TD ) 26yd pass from Nunnelly Ruohonen Q2 ( pat ) Greenfield 3':59" Q2 ( TD ) 3yd pass from Urjansson Ruohonen Q2 ( pat ) Jauhiainen 5':38" Q3 ( TD ) 6yd pass from Urjansson Ruohonen Q3 ( pat ) Jauhiainen 0':29" Q3 ( TD ) 9yd pass from Urjansson Ruohonen Q3 ( pat ) Nunnelly 6':59" Q4 ( TD ) 3yd pass from Urjansson Ruohonen Q4 ( pat ) Marcatori Ja. Särkelä 2':02" Q1 ( TD ) 2yd pass from Arrambide Mäki-Maunus Q1 ( pat ) Powell 9':56" Q3 ( TD ) 90yd pass from Arrambide Mäki-Maunus Q3 ( pat ) |                   | |                      |            |
| |                   | |                      |            |
| Jauhiainen 9':47" Q1 (TD) 42yd pass from Urjansson Ruohonen Q1 (pat) Greenfield 1':05" Q1 (TD) 41yd run Ruohonen Q1 (pat) Rautiainen 9':54" Q2 (TD) 26yd pass from Nunnelly Ruohonen Q2 (pat) Greenfield 3':59" Q2 (TD) 3yd pass from Urjansson Ruohonen Q2 (pat) Jauhiainen 5':38" Q3 (TD) 6yd pass from Urjansson Ruohonen Q3 (pat) Jauhiainen 0':29" Q3 (TD) 9yd pass from Urjansson Ruohonen Q3 (pat) Nunnelly 6':59" Q4 (TD) 3yd pass from Urjansson Ruohonen Q4 (pat) | Marcatori         | Ja. Särkelä 2':02" Q1 (TD) 2yd pass from Arrambide Mäki-Maunus Q1 (pat) Powell 9':56" Q3 (TD) 90yd pass from Arrambide Mäki-Maunus Q3 (pat) |                      |            |

### Statistiche di squadra
| Competizione      | %Vittorie | In casa | In casa | In casa | In casa | In casa | In casa | In trasferta | In trasferta | In trasferta | In trasferta | In trasferta | In trasferta | Totale | Totale | Totale | Totale | Totale | Totale |
| Competizione      | %Vittorie | G       | V       | N       | P       | Pf      | Ps      | G            | V            | N            | P            | Pf           | Ps           | G      | V      | N      | P      | Pf     | Ps     |
| ----------------- | --------- | ------- | ------- | ------- | ------- | ------- | ------- | ------------ | ------------ | ------------ | ------------ | ------------ | ------------ | ------ | ------ | ------ | ------ | ------ | ------ |
| Stagione regolare | .667      | 6       | 5       | 0       | 1       | 216     | 107     | 6            | 3            | 0            | 3            | 217          | 157          | 12     | 8      | 0      | 4      | 433    | 264    |
| Playoff           | .500      | 0       | 0       | 0       | 0       | 0       | 0       | 2            | 1            | 0            | 1            | 49           | 63           | 2      | 1      | 0      | 1      | 49     | 63     |
| Totale            | .643      | 6       | 5       | 0       | 1       | 216     | 107     | 8            | 4            | 0            | 4            | 266          | 220          | 14     | 9      | 0      | 5      | 482    | 327    |

### Statistiche personali

#### Marcatori
| Giocatore   | Ruolo | TD rush | TD recv | TD int | TD p.ret | TD k.ret | TD oth | Xp1  | Xp2 | FG | Saf | Totale |
| ----------- | ----- | ------- | ------- | ------ | -------- | -------- | ------ | ---- | --- | -- | --- | ------ |
| Powell      |       | 18+1    | 5+1     | 0      | 0        | 0        | 0      | 0    | 0   | 0  | 0   | 150    |
| Reddick     |       | 1       | 8+1     | 0      | 0        | 0        | 0      | 0    | 2   | 0  | 0   | 64     |
| Mäki-Maunus |       | 0       | 0       | 0      | 0        | 0        | 0      | 35+7 | 0   | 4  | 0   | 54     |
| Ja. Särkelä |       | 0       | 5+3     | 0      | 0        | 0        | 0      | 5    | 0   | 0  | 0   | 53     |
| Jo. Särkelä |       | 0       | 7+1     | 0      | 0        | 0        | 0      | 0    | 0   | 0  | 0   | 48     |
| Arrambide   |       | 5       | 0       | 0      | 0        | 0        | 0      | 0    | 1   | 0  | 0   | 32     |
| Rainio      |       | 0       | 4       | 0      | 0        | 0        | 0      | 0    | 1   | 0  | 0   | 26     |
| Jallow      |       | 2       | 0       | 0      | 0        | 0        | 0      | 0    | 0   | 0  | 0   | 12     |
| J. Virtanen |       | 0       | 2       | 0      | 0        | 0        | 0      | 0    | 0   | 0  | 0   | 12     |
| Kasari      |       | 0       | 0       | 0      | 1        | 0        | 0      | 0    | 0   | 0  | 0   | 6      |
| Salmi       |       | 0       | 0       | 1      | 0        | 0        | 0      | 0    | 0   | 0  | 0   | 6      |
| Tapola      |       | 0       | 1       | 0      | 0        | 0        | 0      | 0    | 0   | 0  | 0   | 6      |
| Kälkäjä     |       | 0       | 0       | 0      | 0        | 0        | 0      | 0    | 1   | 0  | 0   | 2      |

#### Passer rating
| Giocatore | G    | Att    | Comp   | Int | Yds      | TD   | NFL    | NCAA   |
| --------- | ---- | ------ | ------ | --- | -------- | ---- | ------ | ------ |
| Arrambide | 11+2 | 349+64 | 201+38 | 9+2 | 2913+558 | 32+6 | 104,90 | 153,50 |
| Powell    | 1+1  | 1+1    | 0+1    | 0+0 | 0+22     | 0+0  |        |        |
| Tuokko    | 1    | 1      | 1      | 0   | 20       | 1    |        |        |

## Femminile

### Naisten I-divisioona 2024

#### Stagione regolare
| Jyväskylä 11 maggio 2024, ore 12:30 2ª giornata | Jyväskylä Jaguars | 8 – 0 (0-0 8-0 0-0 0-0) referto | Seinäjoki Crocodiles | Viitaniemen kenttä |

| Helsinki 1º giugno 2024, ore 15:00 3ª giornata | Helsinki Roosters | 8 – 25 (0-0 8-13 0-12 0-0) referto | Seinäjoki Crocodiles | Velodromo di Helsinki |

| Helsinki 9 giugno 2024, ore 13:00 4ª giornata | Helsinki Wolverines Blue | 14 – 0 (0-0 6-0 8-0 0-0) referto | Seinäjoki Crocodiles | Velodromo di Helsinki |

| Kuopio 16 giugno 2024, ore 13:00 5ª giornata | Kuopio Steelers | 14 – 0 (8-0 6-0 0-0 0-0) referto | Seinäjoki Crocodiles | Väinölänniemen stadion |

| Seinäjoki 6 luglio 2024, ore 16:00 7ª giornata | Seinäjoki Crocodiles | 30 – 24 (8-6 6-6 8-0 8-12) referto | Jyväskylä Jaguars | Wirokit Stadion |

| Seinäjoki 14 luglio 2024, ore 16:30 8ª giornata | Seinäjoki Crocodiles | 30 – 6 (0-0 8-0 14-0 8-6) referto | Helsinki Roosters | Wirokit Stadion |

| Seinäjoki 21 luglio 2024, ore 16:00 9ª giornata | Seinäjoki Crocodiles | - – - (annullata) referto | Helsinki Wolverines | Wirokit Stadion |

| Seinäjoki 27 luglio 2024, ore 16:00 10ª giornata | Seinäjoki Crocodiles | 0 – 9 (0-0 0-0 0-0 09) referto | Kuopio Steelers | Wirokit Stadion |

#### Playoff
| Seinäjoki 4 agosto 2024, ore 14:00 Semifinale | Seinäjoki Crocodiles | 24 – 6 (6-0 6-0 6-0 6-6) referto | Jyväskylä Jaguars | Wirokit Stadion |

| Kuopio 10 agosto 2024, ore 15:00 Finale | Kuopio Steelers | 17 – 0 (0-0 7-0 0-0 10-0) referto | Seinäjoki Crocodiles | Väinölänniemen stadion |

### Statistiche di squadra
| Competizione      | %Vittorie | In casa | In casa | In casa | In casa | In casa | In casa | In trasferta | In trasferta | In trasferta | In trasferta | In trasferta | In trasferta | Totale | Totale | Totale | Totale | Totale | Totale |
| Competizione      | %Vittorie | G       | V       | N       | P       | Pf      | Ps      | G            | V            | N            | P            | Pf           | Ps           | G      | V      | N      | P      | Pf     | Ps     |
| ----------------- | --------- | ------- | ------- | ------- | ------- | ------- | ------- | ------------ | ------------ | ------------ | ------------ | ------------ | ------------ | ------ | ------ | ------ | ------ | ------ | ------ |
| Stagione regolare | .429      | 3       | 2       | 0       | 1       | 60      | 39      | 4            | 1            | 0            | 3            | 25           | 44           | 7      | 3      | 0      | 4      | 85     | 83     |
| Playoff           | .500      | 1       | 1       | 0       | 0       | 24      | 6       | 1            | 0            | 0            | 1            | 0            | 17           | 2      | 1      | 0      | 1      | 24     | 23     |
| Totale            | .444      | 4       | 3       | 0       | 1       | 84      | 45      | 5            | 1            | 0            | 4            | 25           | 61           | 9      | 4      | 0      | 5      | 109    | 106    |